# Paulo Ziulkoski
Paulo Roberto Ziulkoski (Guaíba, 23 de fevereiro de 1946) é um advogado e político brasileiro. De ascendência polonesa, foi prefeito do município gaúcho de Mariana Pimentel em duas gestões (1993-1996 e 2001-2004). Atualmente está na presidência da Confederação Nacional de Municípios (CNM), para o triênio 2015-2018.

## Histórico
Em épocas do Regime Militar, Paulo Roberto Ziulkoski teve o seu primeiro contato com a vida pública ao presidir o setor jovem na divisão gaúcha do Movimento Democrático Brasileiro (MDB), assumindo meses mais tarde o mesmo posto em âmbito nacional, sendo um líder político adepto ao escopo municipalista. Foi eleito presidente da Federação das Associações de Municípios do Rio Grande do Sul (FAMURS) em 1996, oportunidade na qual enfrentou inúmeras discussões que colocaram os municípios sul-rio-grandenses em enfrentamento com o Governo Estadual. No ano de 2002, Paulo Roberto foi novamente eleito presidente da citada entidade. Foi também presidente da Associação dos Municípios da Zona Centro–Sul do Rio Grande do Sul (AMZCS).
Fomentou a criação do Comitê de Articulação no Rio Grande do Sul, que acabou se tornando o embrião do Comitê de Articulação Federativa (CAF), da Presidência da República. Em 2003, a convite do então presidente brasileiro Luiz Inácio Lula da Silva, Ziulkoski aceitou integrar a equipe do Conselho Nacional de Segurança Alimentar (Consea). É o idealizador e organizador das Marchas à Brasília em Defesa dos Municípios, sendo este o maior evento federativo do país, em que participam aproximadamente quatro mil autoridades entre Prefeitos, Governadores, Deputados Estaduais, Ministros de Estado, Deputados Federais, Senadores e o Presidente da República. Em 2010, recebeu o título Cidadão de Porto Alegre.
Como atual mandatário da Confederação Nacional dos Municípios (CNM), Paulo Ziulkoski tem a tarefa de ser a "ponte" de comunicação entre os municípios e o Governo Federal. Em 2013, ele foi um dos grandes articuladores do lobby no Congresso pela distribuição igualitária dos royalties do petróleo para todos os municípios brasileiros.
Paulo Ziulkoski representa os municípios brasileiros na Federação Latino-americana de Cidades, Municípios e Associações de Governos Locais (FLACMA) e no Bureau Executivo das Cidades e Governos Locais Unidos (CGLU). Foi premiado no Fórum de Boas Praticas das Américas para o Fortalecimento das Associações Municipais, realizado pela Organização dos Estados Americanos (OEA).
Em março de 2018, Ziulkoski declarou que não iria candidatar-se à releição na CNM, pois tinha a intenção de concorrer a um cargo público nas eleições gerais de outubro.

## Prefeito de Mariana Pimentel
Mariana Pimentel era um distrito pertencente à cidade de Guaíba, na mesorregião metropolitana de Porto Alegre. Em 1992, emancipou-se e foi elevado à categoria de município. Paulo foi o primeiro prefeito eleito da recém criada cidade, em 1993.
Paulo Ziulkoski, enquanto esteve à frente da prefeitura de Mariana Pimentel, conseguiu atingir consideráveis números ao município. A evasão escolar desta cidade foi zero, sendo este o mesmo índice obtido quanto aos registros de mortalidade infantil. Durante o seu segundo mandato como prefeito desta cidade, ele conduziu negociações na Marcha à Brasília em Defesa dos Municípios, buscando mais recursos para as cidades com base das reformas tributária e da Previdência que eram pauta em 2004, que possuíam impacto no Imposto de Renda para o Fundo de Participação dos Municípios (FPM), dentre outros fatores. Quando prefeito em seu segundo mandato, Paulo Ziulkoski atingiu o índice de 90% de aprovação da população.
O município de Mariana Pimentel ainda ostenta, segundo o IBGE de 2014, o positivo índice quanto à mortalidade infantil, alinhado ao bom nível de crianças matriculadas na rede escolar local.